# Sicista napaea
Sicista napaea is een zoogdier uit de familie van de berkenmuizen (Sminthidae). De wetenschappelijke naam van de soort werd voor het eerst geldig gepubliceerd door Hollister in 1912.